# USS Sacagawea (YT-326)
USS Sacagawea (YT-326) później (YTM-326) – amerykański holownik z okresu II wojny światowej.
Jednostka została zbudowana w 1925, nabyta przez United States Navy w Brazylii w 1942 jako „Almirante No-ronka”.
Jest jednym z niewielu okrętów amerykańskich, których patronem jest kobieta. Sacajawea była przewodniczką w czasie ekspedycji Lewisa i Clarka.
Okręt został przemianowany na „Sacagawea” 1 września 1942 i wszedł do służby jako holownik portowy w Charleston, po dotarciu tam 30 września.
Przeklasyfikowany na YTM-326 15 maja 1944 służył w Charleston do momentu wycofania ze służby i skreślenia z listy jednostek floty 22 czerwca 1945. Okręt zwrócono wtedy do Departamentu Stanu w celu rozdysponowania. Sprzedany zagranicznemu kupcowi w maju 1946.